# 리스 변환
조화해석학에서 리스 변환은 힐베르트 변환을 1보다 큰 차원의 유클리드 공간으로 확장해 일반화한 것이다.
힐베르트 변환과 같이 한 함수를 원점에 특이점이 있는 다른 함수와 컨볼루션함으로써 이루어진다. d차원 실수공간 Rd 에 정의된 복소함수 f에 대한 리스 변환은 다음과 같이 정의된다.
{\displaystyle R_{j}f(x)=c_{d}\lim _{\epsilon \to 0}\int _{\mathbf {R} ^{d}\backslash B_{\epsilon }(x)}{\frac {(t_{j}-x_{j})f(t)}{|x-t|^{d+1}}}\,dt}
여기서 j = 1,2,...,d이다. 상수 cd는 다음과 같이 정의된 차원 정규화값이다:
{\displaystyle c_{d}={\frac {1}{\pi \omega _{d-1}}}={\frac {\Gamma [(d+1)/2]}{\pi ^{(d+1)/2}}}.}
여기서 ωd−1는 단위 (d − 1)-구의 부피이다.